# Budaházy Emil
Budaházy Emil (Debrecen, 1948. szeptember 9. –) magyar orvos, egészségügyi közgazdász, a Péterfy Sándor Utcai Kórház-Rendelőintézet és Baleseti Központ nyugalmazott főigazgatója.

## Életpályája
Ifjúkorát szülővárosában töltötte, orvosi diplomát is a város egyetemén szerzett. Pályafutása során több magyarországi város egészségügyi intézményében töltött be vezető szerepet. Két alkalommal a magyar kolónia orvosa volt Mongóliában. A gyógyítás mellett különös figyelmet szentelt az egészségügy menedzselése, valamint a szakma válságkezelésének területére, tanulmányait is ez irányban folytatta. Jogi, közgazdasági és rendszerelméleti problémák egyaránt foglalkoztatták. Megszerzett tudását, tapasztalatát mindig sikerrel alkalmazta pályája során, ezeket 2011 óta egyetemi oktatóként is hasznosítja. Az általa vezetett intézmények korszerűsítése és a betegellátás színvonalának emelése érdekében végzett munkáját szakmai körökben komoly elismerés övezi.
Első házasságából egy fia született, aki jogász végzettségű. 
Közel két évtizede Budapest környéki kisvárosban él, mert szerinte „nem a hely, az élet a fontos”.

## Kvalifikációk
- 1974. Orvosi diploma (DOTE)
- 1984. Általános orvostan szakvizsga
- 1987. Társadalom orvostan szakvizsga
- 1993. Tisztiorvosi vizsga
- 1994. Az orvostudomány kandidátusa (PhD.)
- 1997. Egészségügyi közgazdász és menedzser (JATE)
- 1998. Vezető felülvizsgáló
- 2017. Címzetes egyetemi tanár

## Munkahelyek, megbízatások
- 1974-1984.		Körzeti orvos (Bodrogolaszi, Kisköre, Szerencs)
- 1978-1981.		Mongólia – kolónia orvos
- 1984-1987.		Egyesített Szociális és Egészségügyi Intézet – igazgató főorvos (Szerencs)
- 1987.			Városi Rendelőintézet igazgató-helyettes főorvos (Mezőkövesd)
- 1987-1989.		BAZ Megyei Tanács Egészségügyi Osztály – megyei főorvoshelyettes
- 1989-1990.		Mongólia – kolónia orvos
- 1991-1995.		ÁNTSZ – városi tisztifőorvos (Szerencs)
- 1995-1997.		Euromedic Trading Kft. – orvos-igazgató
- 1997-1999.		Pest Megye Önkormányzatának Hivatala – Népjóléti Osztály – osztályvezető
- 1999-2002.		Pest Megyei Flór Ferenc Kórház – főigazgató
- 2002-2010.		Fővárosi Önkormányzat Péterfy Sándor Utcai Kórház-Rendelőintézet és Baleseti Központ – főigazgató
- 2011-2013.		Fővárosi Önkormányzat Péterfy Sándor Utcai Kórház-Rendelőintézet és Baleseti Központ – orvos igazgató helyettes
- 2011–től        Soproni Egyetem Lámfalussy Sándor Közgazdaságtudományi kar – oktató
- 2013-tól        Egészségügyi szakértő és tanácsadó (egyéni vállalkozó)

## Társadalmi szerepvállalások
- A Péterfy Kórház Jobb Betegellátásáért Alapítvány alapítója
- A Magyar Kórházszövetség[halott link] és a Magyar Egészségügyi Menedzser Klub[halott link] egykori vezetőségi tagja, jelenlegi tagja

## Kitüntetések, díjak
- Batthyány-Strattmann díj (1998.)
- Semmelweis Ignác díj (2006.)
- Pro Urbe Szerencs (2010.)